# MMXX (Diplo)
MMXX è il terzo album in studio del producer statunitense Diplo, pubblicato il 4 settembre 2020.

## Tracce
Musiche di Thomas Wesley Pentz e Maximilian Jaeger.
1. MMXX - I – 2:40
2. MMXX - II – 3:46
3. MMXX - III (feat. Mikky Ekko) – 3:03
4. MMXX - IV – 3:20
5. MMXX - V – 4:13
6. MMXX - VI – 2:56
7. MMXX - VII – 3:33
8. MMXX - VIII (feat. Lunice) – 3:48
9. MMXX - IX (feat. Mikky Ekko) – 3:28
10. MMXX - X (feat. Good Times Ahead) – 2:11
11. MMXX - XI – 2:53
12. MMXX - IX (feat. Rhye) – 3:40